# 川北诉合众国案
川北诉合众国案，是美国最高法院的一个案件，在该案中，法院裁定，美国、日本双重国籍的公民可能因在二战期间在日本的行为而被判犯有叛国罪。川北友弥出生于加利福尼亚州，父母是日本人，战争爆发时在日本居住，并一直待在日本直到战争结束。返回美国后，他因虐待美国战俘而被捕并被控叛国罪。川北声称，他不能被判犯有叛国罪，因为他在日本期间失去了美国公民身份，但这一论点被法院（包括最高法院）驳回，法院裁定他在战争期间实际上保留了美国公民身份。最初被判处死刑的川北被减刑为无期徒刑，最终被释放，驱逐到日本，并被禁止再返回美国。